# Nyelvújítás

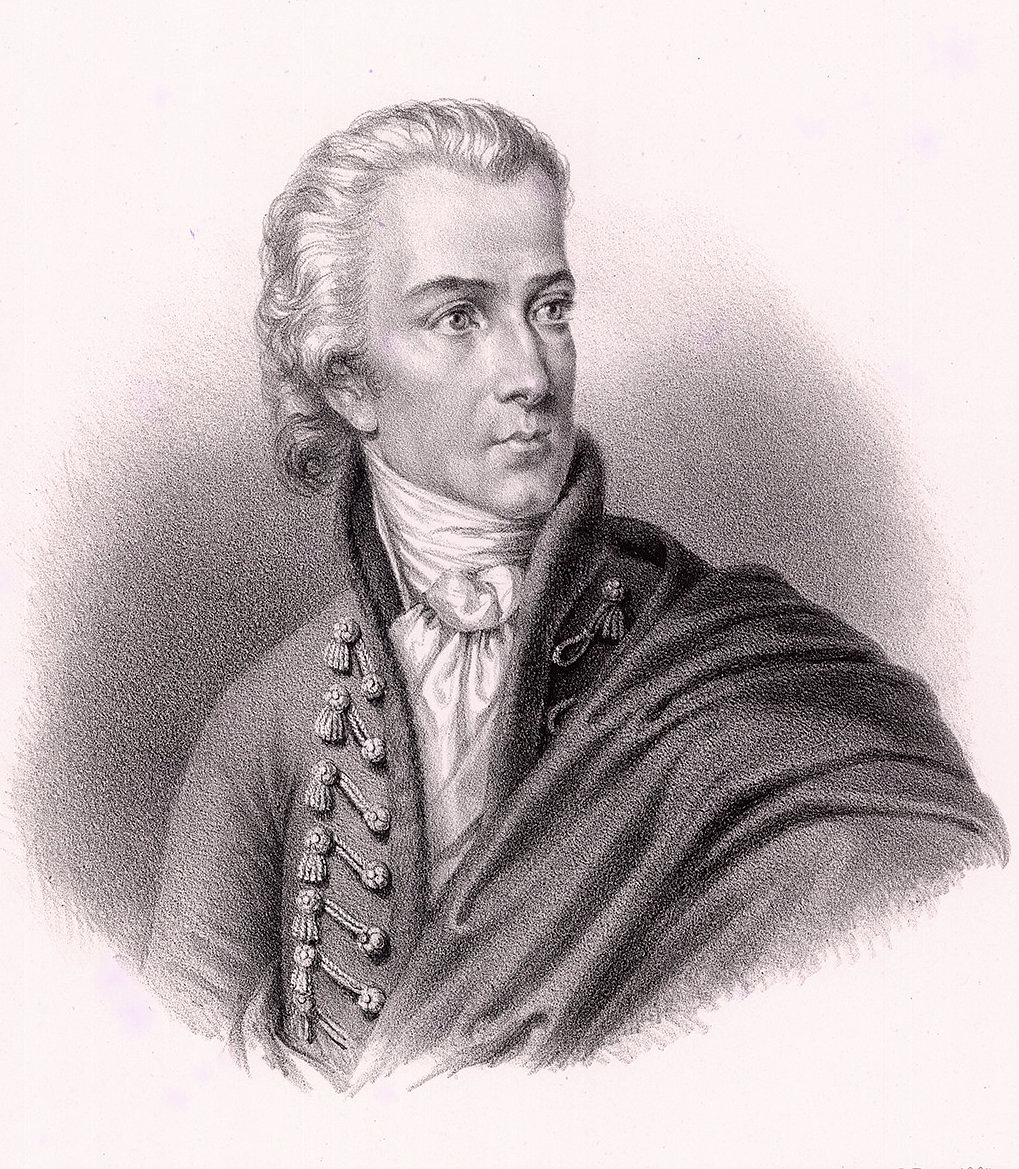
Kazinczy Ferenc, a nyelvújítás vezéralakja, a Magyar Tudományos Akadémia tagja

A nyelvújítás a nyelvfejlesztés egyik fajtája, amelynek során tudatos és tömeges változtatásokat hajtanak végre egy nyelvben. A nyelvújítás elsősorban nyelvművelők (írók, költők, nyelvészek) tevékenysége, célja a szókincs bővítése, az idegen szavak helyettesítése, a stílusújítás és az egységes nyelv megteremtése. A nyelvújítás legfontosabb eszközei az egyszerűsítés és az új szavak létrehozása, illetve hatással lehet még a nyelv fejlődésére valamely valós vagy elképzelt „tiszta nyelvhez” való visszatérés igénye is.
A magyar művelődés történetében általában azt a néhány évtizedre (1790–1820) kibontakozó mozgalmat értik magyar nyelvújítás alatt, amelyben a magyar nyelvről vallott nézetek ütközése helyettesítette a nem engedélyezett politikai küzdelmeket. Azonban a tényleges nyelvújító mozgalom valójában mintegy száz esztendeig, Bessenyei György fellépésétől (az 1770-es évektől) egészen a Magyar Nyelvőr (1872) megjelenéséig tartott.

## Egyszerűsítés
A nyelvújítási mozgalmak egyik legfontosabb eszköze és célkitűzése egyben a nyelv egyszerűsítése, amely magában foglalja a helyesírás, ragozás, mondatszerkezet, szókincs és a szószerkezetek változtatását is. Ennek egyik példája az angol nyelvben egy adott melléknevet ellentétes értelművé formáló előtagok, mint pl. „un-”, „in/im-”, „a(n)-”, „de-” stb. A nyelvújítás egyik egyszerűsítő javaslata akár ezek összevonását és egy adott előtaggal való helyettesítését javasolhatná.
Az egyszerűsítés egyik szélsőséges változata lenne az ellentétes értelmű szavak, mint pl. „jó” és „rossz” felváltása, hiszen az egyszerűség kedvéért a két ellentétes fogalmat ki lehetne fejezni a „jó” és „nemjó” szavakkal is, ezzel a „rossz” kikerülhetne a szókincsből, akárcsak a George Orwell 1984 című regényében szereplő Óceániában.
A fentiek ellenére az egyszerűsítés leggyakrabban a kiejtésre és a helyesírásra irányul (általában ezek összhangba hozásával). A világon ma beszélt nagy nyelvek közül többet jelentős mértékben megújítottak a 18–20. század során: spanyol (18. század), portugál (1910-ben Portugáliában, 1946-ban és 1972-ben Brazíliában), német (1901–1902-ben és 1996–1998-ban), orosz (1728-ban és 1919-ben). A magyar nyelvújításra 1770–1872 között került sor.

## A nyelv megtisztítása

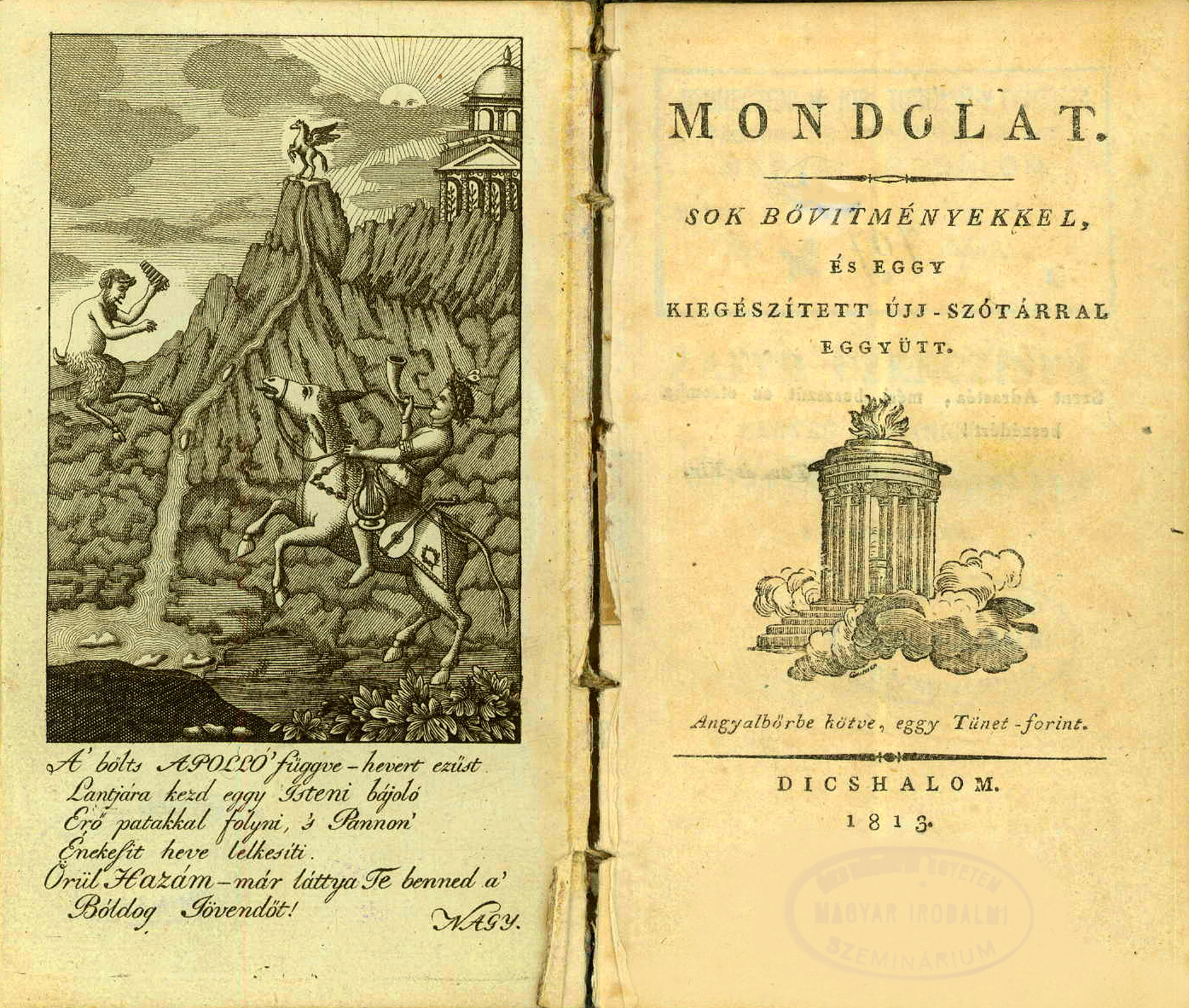
A Mondolat gúnyirat 1813-as címlapja, Zafyr Czenczi (Kazinczy Ferenc) szamaragol felfelé a Parnasszus hegyére, melynek tetején egy Pegazus ágaskodik. Fején borostyánkoszorú s rajta egy lepke, szájához tülköt emel. Az út mellett egy szatír egy hatalmas kanászkürtöt fúj, a szamár oldalán lógó szerszámokban pedig többen a szabadkőműves jelvényeket vélték felismerni

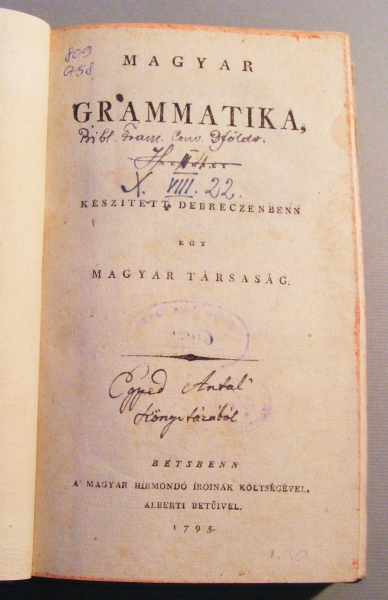
A debreceni Grammatika címlapja, a 18. század híres nyelvtana (1795)

A nyelv megtisztítása általában egy adott nyelvben bekövetkezett változások reakciójaként indul be, vagy pedig egy vélt vagy valós, „tiszta” nyelvi állapothoz való visszatérés iránti igény következményeként. A nyelvújítás folyamatában a nyelv „megtisztítása” is változásokkal járhat, esetenként akár bonyolíthatja is a nyelv szabályait, kiejtését vagy helyesírását. Erre egy példa az angol nyelvben a reneszánsz alatt bekövetkezett változások, amikor germán eredetű szavakat feltételezett latin helyesírásuk alapján próbálták megreformálni (lásd még: hiperkorrekció):
- pl. a „sziget” értelmű „island” szó eredeti formája „iland” volt, amely a német „Eiland” szóval mutat rokonságot. A latin „insula” szó helyesírása alapján azonban bekerült az angol szóba az „s” betű.
- hasonló logika alapján lett az „ile” szóból „aisle” (folyosó).

A magyar nyelvújítás egyik nagy célkitűzése volt a magyar nyelv megtisztítása a jövevényszavaktól. Az új szavak gyártása sok tekintetben az idegen szavak magyarosításáért folyt és ennek az irányzatnak a képviselői az ún. neológusok voltak, akik vallották, hogy a nyelvet „fokról fokra mívelés által" kell emelni, s e jog elsősorban a költőket illeti, akiknek „gyakran még a grammatikai regulát is félre kell vetniük", ha „csinosan" és energikusan akarják gondolataikat kifejezni.
A „szertelen szófaragások" elleni bírálatok, majd a nyelv túlzó féltését tükröző, a beavatkozásoktól óvó írások, a maradiaknak bélyegzett ún. ortológusok nézeteit képviselték. Az ortológusok – hogy a magyar nyelv „rontását" megakadályozzák 1795-ben közreadták a Debreceni Grammatikát, amely alapelveiben azt tükrözi, hogy a magyar nyelv fejlődésének alapja állapotának változatlanul hagyása, mert „új és többnyire hamis kohókban vert szóknak formálásával a tiszta szép nyelv mintegy megszeplősíttetik".

## Új szavak létrehozása
A tudományos, kulturális és társadalmi fejlődés eredményeinek egy adott nyelven való megszólaltatása sok esetben nem lehetséges új szavak, kifejezések megalkotása nélkül. Bizonyos esetekben ezt más nyelvből származó jövevényszavak, műveltségszók, tükörszavak teszik lehetővé. Más esetben viszont a nyelvújítás egyik fő célja, hogy a tudományos-kulturális eredményeket az adott ország egységes, nemzeti nyelvén, idegen szavaktól mentesen tudják közzétenni.
Ez a magyar nyelvújítási mozgalomban is kiemelt cél volt: „Minden nemzet a maga nyelvén lett tudós, de idegenen sohasem”, ahogyan Bessenyei György írta a Magyarság című röpiratában.
Kazinczy Ferenc 1811-ben harcot indított a Tövisek és Virágok epigrammagyűjtemény és Vitkovicshoz írt episztolájának kiadásával. Ezekben maró gúnnyal ostorozta a tehetségtelen, ízléstelen írókat és védelmébe vette a neológusokat. Ezzel vérig sértette az ellenfeleit, akik a magyar nyelv megrontóját látták Kazinczyban. 
»Bántani mást vadság…« – s más a lélektelen író?

Azt hozzád s hozzám nem köti semmi kötél.

Csipd, döfd, rúgd, valahol kapod a gaz latrot! az ilyet

Ütni, csigázni s agyonverni (nevetve) szabad.
Az új szavak létrehozása így nem mindig volt zökkenőmentes, 1813-ban az ortológusok a Mondolat című gúnyiratban gyűjtötték össze a sikertelenül újított, torz szavakat. A kiadvány címlapján Kazinczy (Zafyr Czenczy) karikatúrája látható, amint szamárháton lovagol a Parnasszusra.
A mozgalomnak köszönhetően kb. 10 000 szó vert gyökeret a magyar nyelvben és illeszkedett be a nyelvi rendszerbe, mint pl. alak, hölgy, pongyola, ácsorog, árny, dölyf, kedvenc, csalogány, légyott, évszak, emlékkönyv.

### Nyelvjárási szavak elterjesztése
A nyelvújítás során a szókincset emellett gazdagíthatják valamelyik társadalmi réteg nyelvén kialakult nyelvjárási szavakkal vagy egy országrészre, régióra jellemző tájszavakkal. Ezeket időnként sikeresen vették át a köznyelvi használatba, mint pl. a magyar nyelvújításban a betyár, burgonya, hullám, idom, kamat, bútor.

### Régi szavak felelevenítése
A régi szavak felelevenítésére jó példa a magyar nyelvújításból az „aggastyán” (Ágoston), „fegyelem”, vagy például régi személynevek felelevenítése: „Gyula”, „Béla”, „Zoltán”, „Géza” stb.

### Idegen szavak átalakítása
Az idegen szavak átalakításával is gazdagodott a magyar nyelv, mint pl. „balanea” (latin) – „bálna”; „Leipzig” (német) – „Lipcse”, „fauteuil” (francia) – „fotel” stb.

### Szóképzés
A szókincs megújításának egyik fontos eszköze az új szavak képzése már meglévő, használt szavak felhasználásával.
Példák a magyar nyelvújításból:
- szóképzéssel: boro-ng, érze-leg, laz-ít, épít-kezik, történ-elem, tenger-ész, állít-mány, foly-ékony, szenved-ély, péld-ány, alap-zat
- szóvégek látszólagos képzővé alakításával: kegyenc, újonc, cukrászda, lövölde
- szóelvonással: kapál→kapa, árnyék→árny, tanít→tan, vizsgál→vizsga
- szócsonkítással: címer→cím, zömök→zöm, gyárt→gyár
- szóösszetétellel: búskomor, folyóirat, szemüveg
- szócsonkításos összetétel, összevonás (kontamináció): híg anyag: higany; levegő ég: lég; könnyű elméjű: könnyelmű.

## A normatív nyelv kialakulása
A nyelvújítási mozgalmak eredménye minden esetben egy irodalmi vagy normatív nyelv kialakulása, amelyet az adott nyelven megjelenő kiadvány rögzít. (Magyar nyelven ez Tudós Társaság által kiadott „A magyar helyesírás és szóragasztás főbb szabályai” című kiadvány 1832-ből.)

## Ellenzők
A nyelvújítási mozgalmakat, mint minden reformmozgalmat, végigkísérte a támogatók és az ellenzők harca. A nyelv tisztaságának, szépségének, használhatóságának és más elvont kategóriáknak megvitatásán felül az ellenzők számos gyakorlati érvet állítottak és állítanak szembe a nyelvújítókkal: a dokumentumok, archívumok, térképek, kiadványok stb. eredeti formájukban esetleg használhatatlanok lesznek. A nyelv szabályait, szókincsét tükröző tankönyvek, szótárak új kiadására van szükség. A kisgyermekek kivételével mindenkinek újra kell tanulni a nyelv szabályait, meg kell ismerkedni az új szavak használatával. A nyelvújítást ellenzők egyik kedvelt ellenérve, hogy a megreformált nyelv elveszti „tisztaságát”, költőiségét és durva, racionális és lélektelen lesz.

## Meg nem honosodott szavak a magyar nyelvújítás korából
Tudomány: éleny oxigén, köneny hidrogén, széneny szén, légeny nitrogén, kéneny kén, jegőc kristály, szénéleg szén-dioxid, körlég levegő, csucsag piramis, hignyugtan hidrosztatika, higmoztan hidrodinamika, forgony villanymotor, bemeneny anód, kimeneny katód.
Kultúra: zönglejtő hangskála.
Helynevek: Istókhalma Stockholm, Kappanhágó Koppenhága.
Építészet: eltalajtalanodás.
Fogalmak: elkopárosodás, foglalatlan.

## Az egyes nyelvek nyelvújítása
A nyelvi reformok és a nyelvújítási mozgalmak a világ szinte minden részén megjelentek és hatással voltak az ott beszélt főbb nyelvekre:
- kínai: Az 1920-as években a közigazgatás nyelveként használt klasszikus kínait felváltották a mandarinon alapuló, kínaiul köznyelvnek (普通话, pinyin: pǔtōnghuà, magyarosan putunghua) nevezett sztenderd kínaival. Az 1950-es években bevezették az egyszerűsített karakterek (简化字, jiǎnhuàzì) használatát, azonban Hongkongban és Tajvanon továbbra is a tradicionális karaktereket használják.
- cseh: Josef Jungmann szótára járult hozzá nagymértékben a nyelv szókincsének bővítéséhez és megújításához. Az 1840-es években a „w”-t felváltotta a „v” betű.
- észt: Az 1910-es és 1920-as évek nyelvújítási mozgalmát Johannes Aavik és Johannes V. Veski vezette, megújítva az észt szókincset. Számos szót a finn nyelvből és más uráli nyelvekből kölcsönöztek, illetve új szótöveket találtak ki.
- német: A 20. század elején egységesítették a kiejtést és a helyesírást (először csak Németországban, de később Európa más országai is átvették, ahol a német hivatalos nyelv).
- görög: A mesterségesen létrehozott (καθαρέυουσα, katharévusza, ’tisztított’) hivatalos nyelv tele volt az ógörögből átvett szavakkal, de a népi görög (δημοθική, dimotikí) ettől eltérő utakon fejlődött. A katonai diktatúra bukása után fogadták el 1976-ban azt a törvényt, amely a dimothikí változatot tette meg az ország hivatalos nyelvének. Például korábban a görög pénzérmék többes számú alapja „drachmai” (katharévusza) volt korábban, majd a reform után „drachmes” (dimotikí) lett (1982-től).
- héber: Az óhéberből hozták létre az 1920-as években a modern héber nyelvet a nyelvtan egyszerűsítésével, új szavak létrehozásával és a kiejtési szabályok egyszerűsítésével.
- horvát: A horvát irodalmi nyelv sajátos egyoldalú kialakítása a szerb-horvát össznemzeti eszmével függ össze, emiatt régi hagyományokkal rendelkező a ča és kaj nyelvjárásokon alapuló írott nyelveket nyomtak el, de volt törekvések a három fő nyelvjárás összekapcsolásából létrehozni egy a szerbtől valóban különböző horvát nyelvet. Jugoszláviában történt egy konszenzus a szerb és a horvát nyelvészek között, hogy a közös szerbhorvát nyelvnek van horvátországi, boszniai és szerbiai változata, valójában a szerb normák szerint működő irodalmi nyelv érvényesült mindössze. Napjainkban az horvát nyelvészek a ča és kaj nyelvjárásokból próbálnak nyelvújítást végrehajtani. A burgenlandi horvát nyelv a szerbhorvát bevezetése után képes volt megőrizni normatív státuszát és jelenleg is használják.
- magyar: A 18–19. századi nyelvújítási mozgalom eredményeként több mint 10 ezer új szót alkottak és vezettek be a köznyelvbe.[3] Ezek közül több ezer ma is használatos, az élő nyelv része. Egyszerűsödött és a kiejtéshez közeledett a helyesírás, egyszerűsítették a mondatszerkesztést.
- norvég: Miután Norvégia elnyerte függetlenségét Dániától (1814), a norvég nyelv is egyre eltávolodott rokonától, a dántól. Az 1907-es és 1917-es reformok után a norvég egyik fő nyelvjárását, a riksmaalt tették meg az irodalmi és hivatalos nyelvnek, 1929-ben pedig átnevezték bokmålra. A bokmål és a köznyelvi nynorsk közötti különbségeket az 1938-as újítások jórészt eltüntették. Manapság mindkét nyelv továbbra is él és használatos: a norvég korona érméin az ország nevét felváltva „Norge” (bokmaal) vagy „Noreg” (nynorsk) formában írják.
- román: A legnagyobb változás a cirill ábécé elhagyása és a latin ábécé bevezetése volt az 1860-as évek elején, ami után több száz délszláv eredetű szót cseréltek fel az újlatin nyelvekből eredő szavakra. Ezen belül, a francia eredetű szavak, a mai hivatalos irodalmi román nyelv 22,12%-át teszik ki. A délszláv eredetű szavak jelentős részének francia eredetűre cserélése, politikai célú, mesterkélt nyelvújítás volt. Ezt August Treboniu Laurian vezetésével hajtották végre 1871 és 1876 között. August Treboniu Laurian volt az 1848-as balázsfalvi magyarellenes román szervezkedés egyik szószólója. A románnal szemben az orosz uralom alatt álló Besszarábiában próbáltak kialakítani (jóval a román nyelvújítást követően) a moldáv nyelvet, hogy a helyi románságot megosszák. Az újonnan keletkezett moldáv nyelv viszont teljesen egyezik ma is a román irodalmi normával. Különbség csak egyes szavak használatát illetően van, a moldáv megőrzött szláv jövevényszavakat és tartalmaz orosz jövevényszavakat, illetve attól átvett nemzetközi terminusokat.
- szlovén: A szlovén nyelv több elkülönülő nyelvjárásból áll, melyekből a középső (krajnai) nyelvjárás az irodalmi nyelv alapja. A nyelvújításoknál a sztenderdizációt egyesek mint Maks Pleteršnik ki akarták terjeszteni a stájerországi nyelvjárások és a magyarországi szlovén (vend) nyelv elemeinek felvételével. Ezt azonban Stanislav Škrabec és több krajnai szlovén nyelvész elutasította, mondván a stájer és vend irodalmi normák elütések a szlovén nyelvtől, nyelvi szeparatizmusok, beépítésük a szlovén írott nyelvbe rongáló hatással lenne. A vád teljesen alaptalan volt. Peter Dajnko és a körülötte csoportosuló néhány értelmiségi egy olyan írott nyelv megteremtésére törekedett, amely a stájer nyelvjárásokon alapul, magában tartalmazza a vend nyelv jellegzetességeit is, ugyanakkor elfogadható a krajnai szlovének számára is. Ezt a már említett ellenérvek miatt a krajnai szlovének elutasították, az eredménye pedig az lett, hogy a központi szlovén irodalmi nyelvet (a mai hivatalos normát) nem tudták a keleti szlovén területeken revideálni, így a vend irodalmi nyelv napjainkban is részlegesen fennáll.
- szomáli: Bogumil W. Andrzejewski segítségével, aki nyelvészi tevékenységét 1949-ben kezdte Szomáliában, latin eredetű ábécét alkottak a szomáli nyelvnek, amelyet 1972-ben Mohamed Siad Barre tábornok kötelezővé tett. Ezzel egyidőben került sor a szókincs megújítására, a már létező szomáli szótövek felhasználásával.
- török: A nyelv és az írásmód reformja az 1920-as években, a köztársaságiak győzelme után kezdődött, és ennek során olyan mértékű változtatásokra került sor, hogy a korábbi nyelvet teljesen más néven, oszmán-török nyelvként ismerik. Az oszmán-török ábécét, amely arab írásból fejlődött ki, 1928-ban felváltotta a latin betűkön alapuló török ábécé. A perzsa és arab eredetű jövevényszavakat felváltották az eredeti török megfelelőikkel, vagy a török szótövekből képzett új szavakkal.

## Nyelvújítás a tömegkultúrában
- George Orwell regényében, az 1984-ben az angol nyelvet felváltja az újbeszél nevű fiktív mesterséges nyelv, amelyet a hivatalos propaganda közvetítésére és a nemkívánatos gondolatok kifejezésének megnehezítésére hoztak létre.